# Райчиха
Райчиха — река в Амурской области России, левый приток Амура. Длина реки — 97 км, площадь водосборного бассейна — 760 км², при устье ширина около 10—60 м.
Райчиха начинается на высоте около 220 м над уровнем моря северо-восточнее Куприяновки. Течение быстрое, дно каменистое. Долина реки подвержена сильным наводнениям. Правый берег более пологий, левый — гористый и крутой. Почвы долины Райчихи — в основном суглинистый чернозём. Впадает река в Райчихинскую протоку Амура.
В реке обитают таймень, ленок, щука и сиг. Берега покрыты в основном хвойными лесами. В долине реки у населённых пунктов развито сельское хозяйство.
Вдоль русла реки найдены месторождения бурого угля, благодаря которым был образован посёлок Райчиха, позже ставший городом Райчихинском.

## Название
Существует как минимум три версии происхождения гидронима. В словаре А. В. Кириллова указывается, что название река получила по фамилии утонувшего в ней нижнего военного чина — Раева. По второй версии гидроним пошёл от декабриста Райкова, проживавшего поблизости. Третья версия предполагает слияние слов «рай» и более старого названия «Чихинка» благодаря казакам-поселенцам.